# Antoniu și Cleopatra

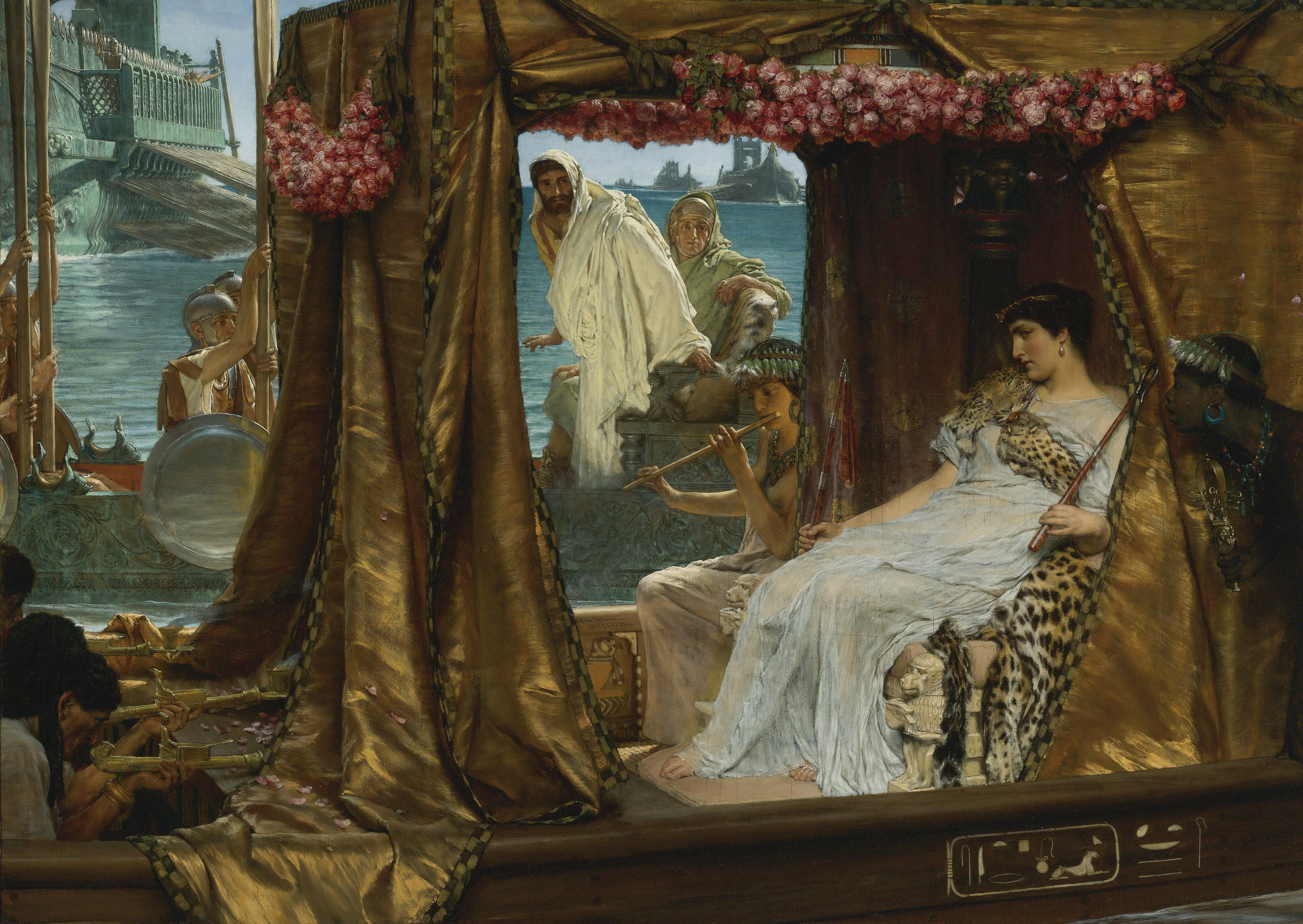
Antoniu şi Cleopatra, de Lawrence Alma-Tadema.

Antoniu și Cleopatra este o tragedie scrisă de William Shakespeare, devenită celebră în secolul XX prin intermediul unei serii de ecranizări.